# Nivenia parviflora
Nivenia parviflora är en irisväxtart som beskrevs av Peter Goldblatt. Nivenia parviflora ingår i släktet Nivenia och familjen irisväxter. Inga underarter finns listade i Catalogue of Life.